# شوان‌زانگ (فیلم)
شوان‌زانگ (به انگلیسی: Xuanzang) فیلمی محصول سال ۲۰۱۶ و به کارگردانی هوگو ژیانگ است. در این فیلم بازیگرانی همچون خوانگ شیائومینگ، کنت تونگ، پوربا رگیال ایفای نقش کرده‌اند.
این فیلم داستان زندگی شوان‌زانگ است.